# 구리시의 스포츠 시설 목록
구리시의 스포츠 시설 목록은 대한민국 경기도 구리시에서 스포츠 경기를 개최할 수 있는 스포츠 시설에 관한 목록이다.

## 축구
| 경기장         | 좌석 | 수용 | 동     | 개장   | 홈 경기장 | 비고 |
| -------------- | ---- | ---- | ------ | ------ | --------- | ---- |
| GS챔피언스파크 |      |      | 아천동 | 1988년 |           |      |

## 참고 문헌
- 《2022년 전국 공공체육시설 현황 (2021년말 기준)》. 대한민국 문화체육관광부. 2023.
- 《2023 전국 공공체육시설 현황 (2022년 12월말 기준)》. 대한민국 문화체육관광부. 2024.
- 《2024년 전국 공공체육시설 현황(2023.12.31.기준)》. 대한민국 문화체육관광부. 2025.